# Shamsabad (Farrukhabad)
Shamsabad è una suddivisione dell'India, classificata come nagar panchayat, di 23.584 abitanti, situata nel distretto di Farrukhabad, nello stato federato dell'Uttar Pradesh.